# Zoo d'Upie
Le zoo d'Upie, anciennement Le jardin aux oiseaux - zoo d'Upie, est un parc zoologique français de six hectares, créé en 1976 et situé à Upie, au sud de l'agglomération de Valence, dans le département de la Drôme, en région Auvergne-Rhône-Alpes.

## Situation
Le zoo d'Upie est un parc zoologique situé au sud-est du village drômois d'Upie et sur le territoire de celui-ci, sur la route de Montoison.

## Histoire

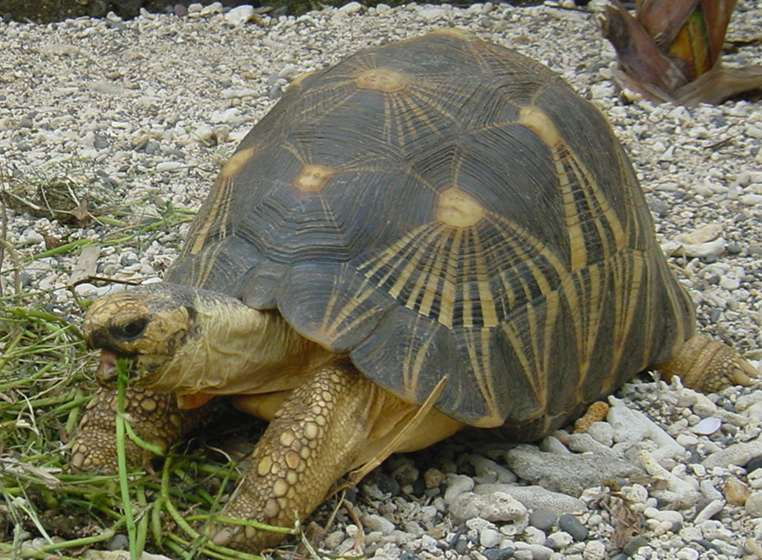
Tortue rayonnée de Madagascar - photo d'illustration

Le jardin aux Oiseaux est créé en 1976 d'une initiative privée par un passionné d'oiseaux.
Rebaptisé « Zoo d'Upie », ce site zoologique privé accueille plus de 700 animaux, répartis entre plus de 160 espèces d'origines européennes ou exotiques (suricates, lémuriens), installées dans un parc de six hectares,.

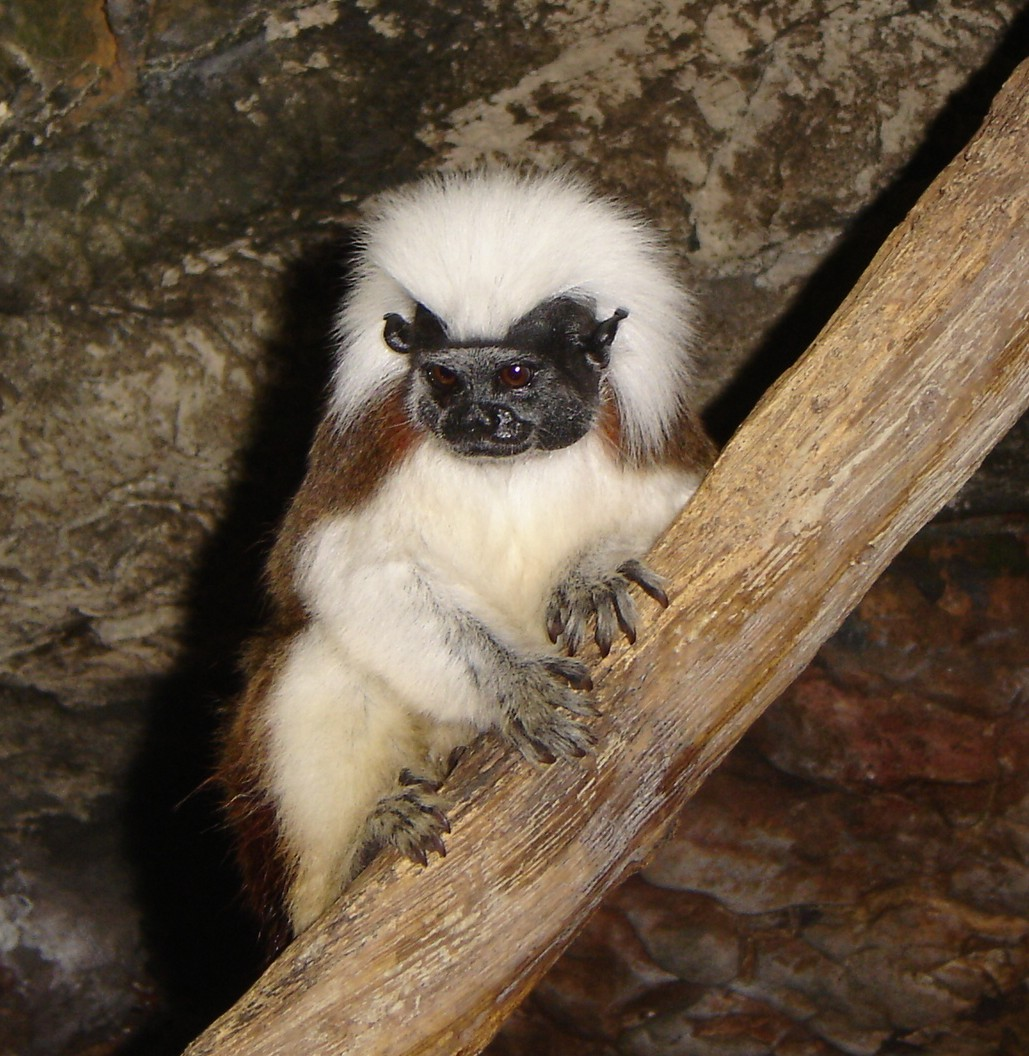
Tamarin à lèvres blanches (Saguinus oedipus) - photo d'illustration

## Fonctionnement
Établissement privé, le zoo d’Upie a tout d'abord accueilli des oiseaux puis d'autres animaux. C'est un centre d’élevage et de conservation d’espèces menacées[source secondaire souhaitée].
Le zoo d'Upie est membre de l’Association française des parcs zoologiques (AFdPZ) qui fédère une centaine de parcs zoologiques en métropole et outre-mer devant respecter les directives du code d’éthique de l’association ,.

### Oiseaux
Ouvert toute l'année, ce parc à l'entrée payante, présente aux visiteurs deux cents espèces d'oiseaux, correspondant à environ un millier de ces animaux[source insuffisante],, tels que :
- l'ara macao,
- le cacatoès
- le calao bicorne,
- le calao trompette,
- la chouette effraie,
- la cigogne (une ancienne cigogne désormais au zoo des Abrets s'enfuie et est retrouvée au retrouvée à Upie fin 2023[9],[10]).
- le flamant rose,
- la grue couronnée,
- l'harfang des neiges,
- le loriquet arc-en-ciel,
- le pélican,
- le vautour palmiste,

### Autres espèces
Le zoo accueille plusieurs espèces de mammifères, tels que des zébus, des lamas, des servals issus d'un trafic illégal,, trois spécimens de tamarins empereurs.
En 2019, le zoo accueille huit tortues rayonnées de Madagascar.
En 2021, dix bébés lémuriens et deux tamarins à lèvres blanches sont subtilisés lors d'un cambriolage : deux caisses contenant huit lémuriens vivants sont retrouvées lors d'un controle routier et les autres retrouvés quelques mois plus tard. Les auteurs de ce vol, condamnés à de la prison ferme.
Le zoo possède aussi un bébé wallaby qui sera élevée par une comptable du site de février à septembre 2022, le petit ayant été rejeté de la poche de sa mère,.

## Visites
L'accès au zoo est payant. Des soirées réservées aux naturistes sont organisées en 2022 et 2023. 